# Universal James
Universal James é o 60ª álbum de estúdio do músico americano James Brown. O álbum foi lançado em 9 de março de 1993 pela Scotti Bros. Records.

## Faixas
| N.º | Título                    | Duração |  |
| 1.  | "Can't Get Any Harder"    | 3:54    |  |
| 2.  | "Just Do It"              | 4:36    |  |
| 3.  | "Mine All Mine"           | 4:14    |  |
| 4.  | "Watch Me"                | 3:57    |  |
| 5.  | "Georgia-Lina"            | 5:03    |  |
| 6.  | "Show Me Your Friends"    | 5:03    |  |
| 7.  | "Everybody's Got a Thang" | 3:57    |  |
| 8.  | "How Long"                | 5:29    |  |
| 9.  | "Make It Funky 2000"      | 4:57    |  |
| 10. | "Moments"                 | 8:04    |  |